# Mona Tougaard
Mona Tougaard (nacida el 3 de abril de 2002) es una modelo danesa. A partir de 2024, Tougaard se ubica en el «Top 50» de models.com. Tougaard ha aparecido en las ediciones británica, italiana y francesa de Vogue.

## Primeros años
Tougaard nació en Aarhus (Dinamarca), de padre mitad turco mitad danés y madre somalí-etíope. Tiene dos hermanos mayores del matrimonio anterior de su madre. Su madre murió cuando ella tenía 9 años. La descubrieron a los 12 años y ganó el concurso Elite Model Look Dinamarca cuando tenía 15. Fue finalista en el concurso mundial.

## Carrera

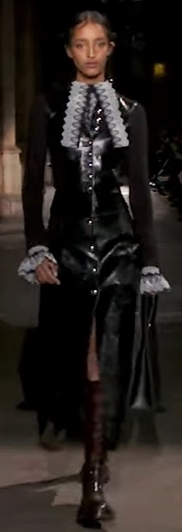
Tougaard en el desfile Otoño-Invierno 2020-2021 de Paco Rabanne

Tougaard fue descubierta cuando tenía 12 años en Aarhus, Dinamarca y 3 años más tarde ganó el Elite Model Look en Dinamarca.
Tougaard debutó como exclusiva de Prada en 2019. Entre dos temporadas abrió para Loewe y Fendi, también desfiló para Chanel, Louis Vuitton, Stella McCartney, Valentino, Miu Miu, Versace, Burberry, Dior, Victoria Beckham, Max Mara, Lanvin (que cerró), Salvatore Ferragamo, Alberta Ferretti, Givenchy, Dries Van Noten, Paco Rabanne, Chloé y Saint Laurent entre 40 desfiles. Más tarde apareció en la campaña otoño/invierno 2019 de Prada y Miu Miu.
Ha aparecido en anuncios de Prada, Louis Vuitton, Loewe, Chanel, Max Mara, Chloé y Ports 1961. Apareció en la portada de la edición Post Truth Truth de iD con contribuciones de la modelo estadounidense Adesuwa Aighewi.
Para la temporada otoño/invierno 2019, models.com la consideró una «recién llegada destacada», y Vogue se dio cuenta de que «arrasó en la Semana de la Moda de París, obteniendo casi todos los desfiles clave de la ciudad». También fue clasificada como la «Estrella Revelación» en los Premios «Modelo del Año» de models.com. Actualmente, es una de las modelos «Top 50» en models.com.
Apareció en una portada para la edición de abril de 2021 de la edición británica de Vogue y en la de agosto de 2021 de la italiana. Tanto ella como la modelo somalí-estadounidense Ugbad Abdi aparecen en la portada de agosto de 2022 de Vogue Francia.
En 2023, Tougaard apareció en la portada de la ediciones británica y francesa de Vogue. Para la temporada otoño/invierno 2023, Tougaard participó en 39 desfiles y reservó campañas publicitarias y para la temporada primavera/verano 2024, Tougaard participó en 22 desfiles.